# Muppets
Muppets (ental muppet) er navnet på de dukker, der medvirkede i Jim Hensons The Muppet Show. Muppets er også den generelle betegnelse for de dukker som Jim Henson har skabt, deriblandt dukkerne Fragglerne og Sesame Street-dukkerne.

## De centrale muppets iThe Muppet Show
I serien optræder en række figurer, der går igen i flere enkeltudsendelser. Blandt de vigtigste er: 
- Frøen Kermit: Seriens centrumfigur, der fungerer som toastmaster og præsenterer de enkelte indslag, samt en slags leder af showet. Han er en smule selvhøjtidelig, men normalt ganske god til at håndtere de vanvittige situationer, der opstår. Hans største problem er, at han efterstræbes temmelig håndfast af Miss Piggy, som han ikke er så begejstret for.
- Grisen Miss Piggy: Seriens primadonna, der skal forestille en lidt afdanket sangerinde. Hun var sikkert en gang en skønhed, men nu er hun lidt for fed, og man bemærker nu med pinagtig tydelighed, hvor dårlig en sanger hun er.
- Bjørnen Fozzie: I serien den afdankede komiker, der kommer på scenen for at underholde med et par vitser med jævne mellemrum. De er desværre efterhånden ved at være lidt platte, så han bliver ofte buh'et ud igen.
- Statler & Waldorf: To gnavne gamle mænd, der sidder i logen og kommer med tilråb til showet, normalt af meget nedsættende karakter. Faktisk er deres vitser ofte bedre end Fozzies, men man spekulerer dog ofte på, hvorfor de bliver ved med at komme, når de nu finder showet så elendigt.
- Scooter: Altmuligmand, der sikrer, at showet fungerer. Han er nevø til teatrets ejer og stillede derfor i starten mange krav, men han endte som Kermits assistent.
- Gonzo: Performanceartist og vovehals, der laver storstilede numre, blandt andet som kanonkonge. Uden for scenen er an en lidt melankolsk type, der vist er lidt varm på Miss Piggy, men hun ænser ham ikke.
- Hunden Rowlf: Den muntre akkompagnatør til musikalske numre, hvor orkesteret ikke behøves. Han indtager også en tilbagevendende rolle som Doctor Bob i et operationsstueindslag som også involverer Miss Piggy som assistent.
- Swedish Chef: Den svenske kok, der i et madindslag i showet forsøger at tilberede en speciel ret, men normalt ender med at blive offer for retten. Han udstøder lyde, der skal lyde svensk, men som mest bare er uforståeligt.
- Dr. Bunsen Honeydew: Den gale videnskabsmand, der altid har brug for sin enfoldige og ængstelige assistent Beaker i sine forsøg.
- Beaker: Dr Bunsens uheldige og meget bange assistent. Det eneste han kan sige er nogle lyde der lyder som "Mee-mee" (bliver dog stavet "meep").
- Sam the Eagle: Den amerikanske ørn, der forsøger at banke noget moral og anstændighed ind i den tøjlesløse forestilling.
- Lew Zealand: Skør person hvis numre altid involverer fisk.

Showets orkester hedder Dr. Teeth and The Electric Mayhem og består af:
- Dr. Teeth: Pianist og orkesterets leder, grøn og iført farvestrålende kostume.
- Sgt. Floyd Pepper: Bassist og som taget ud af coveret på Sgt. Pepper's Lonely Hearts Club Band albummet.
- Monsteret Animal: Trommeslageren, der elsker at gå amok på trommerne (og evt. i andre situationer)
- Zoot: Blå (i bogstaveligste forstand) saxofonist.
- Janice: Den guitarspillende babe, der er opkaldt efter Janis Joplin.